# Paul Cuisset
Paul Cuisset (ur. 1964) – francuski projektant i reżyser gier komputerowych.
Karierę rozpoczął w 1988 roku jako współzałożyciel studia Delphine Software, zajmującego się produkcją gier komputerowych. Jego pierwszym liczącym się dziełem był produkt Future Wars (1989, oryginalny tytuł Les Voyageurs du Temps), będący grą przygodową z interfejsem „wskaż i kliknij”. Inspirację dla Future Wars Cuisset czerpał z filmów akcji. W podobnym stylu było utrzymane jedno z największych dzieł Cuisseta, Flashback (1992), stanowiące odpowiedź twórcy na Another World Érica Chahiego i tak samo inspirowane grą Prince of Persia Jordana Mechnera.
Kolejne dzieło Cuisseta, Fade to Black (1994), stanowiło jedną z pierwszych przygodowych gier akcji przedstawionych z perspektywy trzeciej osoby. Z kolei seria gier wyścigowych MotoRacer (1997–2001) odniosła największy sukces komercyjny, o sprzedaży wynoszącej blisko 5 milionów egzemplarzy. Ostatnia gra Cuisseta powstała w Delphine Software to Darkstone (1999), należąca do gatunku hack and slash. W 2006 roku Cuisset założył własne studio VictorCell, jednak pierwszy jego produkt – Amy (2012) – okazał się kompletną porażką.